# Blahowischtschenske
Blahowischtschenske (ukrainisch Благовіщенське; russisch Благовещенское Blagoweschtschenskoje) ist eine Stadt im Westen der Oblast Kirowohrad in der Ukraine beiderseits des Flusses Synjucha.

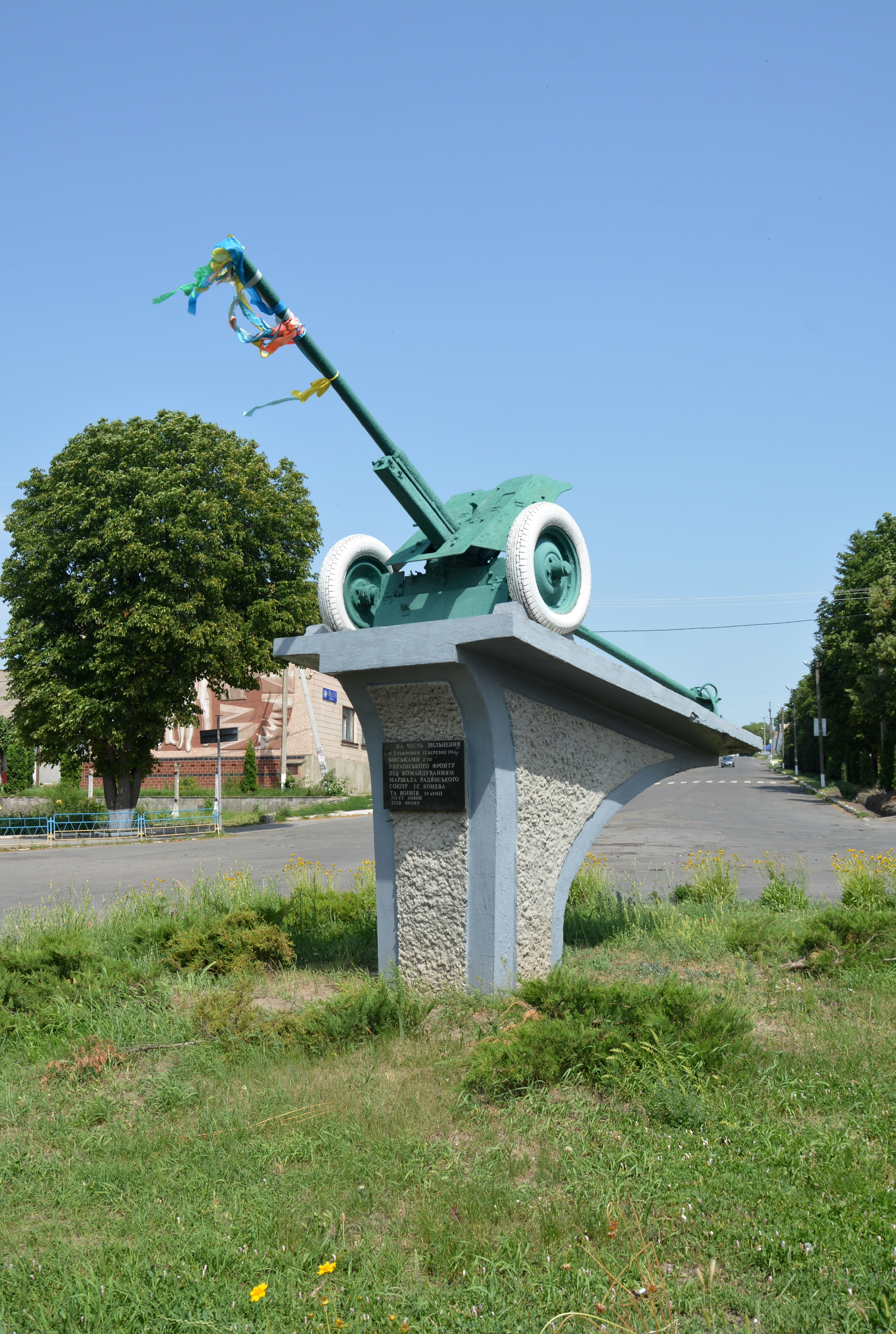
Denkmal im Ort

Der Ort entstand im 19. Jahrhundert als Siedlung um die 1840 gegründete Zuckerfabrik auf dem Gebiet des nordöstlich gelegenen Dorfes Hruschka. 1899 bekam der die Ansiedlung mit der Station Hruschka im heutigen Schmalspurnetz Hajworon einen eigenen Bahnanschluss mit einem Werksgleis zur Zuckerfabrik, 1921 wurde der Ort Blahowischtschenske genannt. 1924 wurde die Siedlung dann zu Ehren von Lenin (bürgerlicher Name Wladimir Iljitsch Uljanow) in Uljanowka (ukrainisch und russisch Ульяновка) umbenannt und 1928 das Zentrum des Rajons Danylowa Balka (Данилова Балка). 1938 bekam der Ort den Status einer Siedlung städtischen Typs verliehen. Trotz der Umbenennung wurde der Rajon am 1. September 1946 nicht in Rajon Uljanowka, sondern in Rajon Hruschka umbenannt und lag noch bis zum 12. Februar 1954 in der Oblast Odessa. Uljanowka erfuhr ab den 1950er Jahren ein starkes Wachstum auf Grund der Landflucht. 1974 erhielt sie so den Stadtstatus, seit 1990 sinkt jedoch die Einwohnerzahl wieder stark. Am 19. Mai 2016 wurde der Ort im Zuge der Dekommunisierung der Ukraine auf seinen alten Namen Blahowischtschenske zurückbenannt.
Östlich des Ortes verläuft die 2004 als Autobahn eröffnete M 05.

## Verwaltungsgliederung
Am 12. Juni 2020 wurde die Stadt zum Zentrum der neugegründeten Stadtgemeinde Blahowischtschenske (Благовіщенська міська громада/Blahowischtschenska miska hromada). Zu dieser zählen die 26 in der untenstehenden Tabelle aufgelisteten Dörfer, bis dahin bildete sie die gleichnamige Stadtratsgemeinde Blahowischtschenske (Благовіщенська міська рада/Blahowischtschenska miska rada) im Zentrum des Rajons Blahowischtschenske.
Am 17. Juli 2020 kam es im Zuge einer großen Rajonsreform zum Anschluss des Rajonsgebietes an den Rajon Holowaniwsk.
Folgende Orte sind neben dem Hauptort Blahowischtschenske Teil der Gemeinde:
| Name                     | Name                 | Name                                         |
| ukrainisch transkribiert | ukrainisch           | russisch                                     |
| ------------------------ | -------------------- | -------------------------------------------- |
| Bohdanowe                | Богданове            | Богданово (Bogdanowo)                        |
| Chrystoforowe            | Христофорове         | Христофорово (Christoforowo)                 |
| Danylowa Balka           | Данилова Балка       | Данилова Балка (Danilowa Balka)              |
| Delfinowe                | Дельфінове           | Дельфиново (Delfinowo)                       |
| Hruschka                 | Грушка               | Грушка (Gruschka)                            |
| Jossypiwka               | Йосипівка            | Йосиповка (Jossipowka)                       |
| Kamjana Krynyzja         | Кам'яна Криниця      | Каменная Криница (Kamennaja Kriniza)         |
| Kamjanyj Brid            | Кам'яний Брід        | Каменный Брод (Kamenny Brod)                 |
| Koscharo-Oleksandriwka   | Кошаро-Олександрівка | Кошаро-Александровка (Koscharo-Alexandrowka) |
| Losuwata                 | Лозувата             | Лозоватая (Losowataja)                       |
| Lupolowe                 | Луполове             | Луполово (Lupolowo)                          |
| Mankiwske                | Маньківське          | Маньковское (Mankowskoje)                    |
| Metschyslawka            | Мечиславка           | Мечиславка (Metschislawka)                   |
| Nowoselyzja              | Новоселиця           | Новоселица (Nowoseliza)                      |
| Petriwka                 | Петрівка             | Петровка (Petrowka)                          |
| Rosnoschenske            | Розношенське         | Разношенское (Rasnoschenskoje)               |
| Sabatyniwka              | Сабатинівка          | Сабатиновка (Sabatinowka)                    |
| Schamrajewe              | Шамраєве             | Шамраево (Schamrajewo)                       |
| Schewtschenka            | Шевченка             | Шевченко (Schewtschenko)                     |
| Serhijiwka               | Сергіївка            | Сергеевка (Sergejewka)                       |
| Smijowe                  | Змійове              | Змеево (Smejewo)                             |
| Stanislawowe             | Станіславове         | Станиславово (Stanislawowo)                  |
| Synky                    | Синьки               | Синьки (Sinki)                               |
| Synyziwka                | Синицівка            | Синицевка (Sinizewka)                        |
| Welyki Trojany           | Великі Трояни        | Великие Трояны (Welikije Trojany)            |
| Wilchowe                 | Вільхове             | Ольховое (Olchowoje)                         |